# Bledius bicolor
Bledius bicolor är en skalbaggsart som beskrevs av Thomas Casey 1889. Bledius bicolor ingår i släktet Bledius och familjen kortvingar. Inga underarter finns listade i Catalogue of Life.